# 곽혁
곽혁(郭奕, ? ~ 228년)은 중국 삼국시대 위(魏)나라의 정치가로, 자는 백익(伯益)이며, 예주(豫州) 영천군(潁川郡) 양책현(陽翟縣) 사람이다.

## 행적
곽가(郭嘉)의 아들이며, 곽가가 병사한 후 그 뒤를 이었다. 훗날 위나라의 태자문학(太子文學)이 되었으나, 요절했다.

## 평가
왕창(王昶)은 형의 아들들과 자기 아들들을 경계하고자 쓴 글에서 곽혁이 어떤 사람인지를 밝혔다.
| “ | 영천의 곽백익은 통달한 사람으로, 고상하고 지혜롭고 명민하다. 그 사람됨은 넓은 도량이 부족하여, 가벼이 여기고 귀히 여김이 심했다. 좋아하는 사람은 산과 같이 중시했고, 그렇지 못한 사람은 풀과 같이 가벼이 여겼다. 나는 저를 이해하기 때문에 친하게 지내지만, 내 아들이 그와 같기는 원하지 않는다. | ” |

## 《삼국지연의》의 곽혁
아버지가 죽는 장면에서 조조가 매우 슬퍼하며 아직 어린 곽혁을 거두어 기르는 장면에서 잠깐 등장하고, 이후로는 나오지 않는다.